# I. e. 292
Évszázadok: i. e. 4. század – i. e. 3. század – i. e. 2. század
Évtizedek: i. e. 340-es évek – i. e. 330-as évek – i. e. 320-as évek – i. e. 310-es évek – i. e. 300-as évek – i. e. 290-es évek – i. e. 280-as évek – i. e. 270-es évek – i. e. 260-as évek – i. e. 250-es évek – i. e. 240-es évek
Évek: i. e. 297 – i. e. 296 – i. e. 295 – i. e. 294 –  i. e. 293 – i. e. 292 – i. e. 291 – i. e. 290 – i. e. 289 – i. e. 288 – i. e. 287

## Események

### Hellenisztikus birodalmak
- Lüszimakhosz ki akarja terjeszteni uralmát a Dunától északra, de a géták királya, Dromikhaitész legyőzi és fogságba ejti. Dromikhaitész udvariasan bánik foglyával és hamarosan szabadon engedi és békét köt vele, majd feleségül veszi Lüszimakhosz lányát.
- A boiótiai felkelés leverésén ügyködő Démétriosz megtudja, hogy Lüszimakhosz fogságba esett. Boiótiai csapatait fiára, Antigonoszra bízza (aki visszaveri a felkelők támadását és beszorítja őket Thébaiba) és megtámadja Lüszimakhosz erőit, de nem jár sikerrel.

### Róma
- Quintus Fabius Maximus Gurgest és Decimus Iunius Brutus Scaevát választják consulnak. Q. Fabius kisebb vereséget szenved a szamniszoktól, vezéri visszahívását apja, Quintus Fabius Maximus Rullianus akadályozza meg és együtt jelentős győzelmet aratnak és elfogják a szamniszok egyik vezérét, Gaius Pontiust.
- Appius Claudius Caecust - ismeretlen okból - dictatorrá nevezik ki.

## Fordítás
- Ez a szócikk részben vagy egészben  a(z)   292 v. Chr. című német Wikipédia-szócikk ezen változatának fordításán alapul.  Az eredeti cikk szerkesztőit annak laptörténete sorolja fel. Ez a jelzés csupán a megfogalmazás eredetét és a szerzői jogokat jelzi, nem szolgál a cikkben szereplő információk forrásmegjelöléseként.